# François d'Aubert
François d'Aubert (Boulogne-Billancourt, 31 ottobre 1943) è un politico francese.
È revisore dei conti della Corte dei conti. Dal 2002 è Ministro delegato alla Ricerca nel governo Jean-Pierre Raffarin.
Dal 26 luglio 2007 al 16 aprile 2009 è stato Presidente della Cité des sciences et de l'industrie.
François d'Aubert si è laureato presso l'HEC Paris, Sciences Po e l'ENA.